# BMW F70
BMW F70 (eller BMW 1-serie) är en personbil som den tyska biltillverkaren BMW presenterade i juni 2024.

## Motor
| Modell | Årsmodell | Motor                    | Cylindervolym | Effekt | Bränslesystem            |
| ------ | --------- | ------------------------ | ------------- | ------ | ------------------------ |
| 118d   | 2024-     | B47: 4-cyl radmotor DOHC | 1995 cm³      | 150 hk | Common rail turbodiesel  |
| 120d   | 2024-     | B47: 4-cyl radmotor DOHC | 1995 cm³      | 163 hk | Common rail turbodiesel  |
| 116    | 2025-     | B38: 3-cyl radmotor DOHC | 1499 cm³      | 122 hk | Direktinsprutning, turbo |
| 120    | 2024-     | B38: 3-cyl radmotor DOHC | 1499 cm³      | 170 hk | Direktinsprutning, turbo |
| 123    | 2025-     | B48: 4-cyl radmotor DOHC | 1998 cm³      | 218 hk | Direktinsprutning, turbo |
| M135   | 2024-     | B48: 4-cyl radmotor DOHC | 1998 cm³      | 300 hk | Direktinsprutning, turbo |